# Геффен, Дэвид
Дэ́вид Ло́уренс Ге́ффен (англ. David Lawrence Geffen; 21 февраля 1943, Бруклин, Нью-Йорк) — американский продюсер, создатель Geffen Records.
Заслужил устойчивую репутацию мецената и благотворителя, принимая участие в работе и поддержке искусства и жертвуя для медицинских исследований.

## Биография
Дэвид Геффен родился в 1943 году в Бруклине (Нью-Йорк) в семье Абрама Ильича Геффена (англ. Abraham Geffen; 1901, Вильно — 1961, Бруклин) и его супруги Баси Израилевны Воловской (англ. Basya Volovskaya, во втором браке Сандлер; 1909, Ягорлык — 1988, Лос-Анджелес). Отец эмигрировал в США в 1930 году. Мать с тринадцати лет воспитывалась в Бессарабии в семье тёти, после смерти которой эмигрировала в подмандатную Палестину. Родители познакомились и поженились в 1931 году во время командировки отца в Тель-Авив в качестве телеграфиста Western Union, и вместе поселились в Бруклине.
Окончив школу New Utrecht High School в Бруклине, Дэвид продолжил образование в Колледже Санта-Моника в Санта-Монике (Калифорния); впрочем, вскоре он оставил учёбу. Позже он три семестра посещал вечернее отделение Бруклинского колледжа и Техасский университет в Остине, однако также не окончил их.

### Начало карьеры
Выросший в Бруклине, Дэвид мечтал стать магнатом в Голливуде. Он жадно читал колонки голливудских сплетен и проводил своё свободное время в местных кинотеатрах. Будучи подростком, он нашёл своего идола, читая книги о главе студии Луисе Майере. Хотя мальчик стремился к успеху, он никогда не был хорошим учеником. Едва окончив среднюю школу, поступив и не окончив Техасский университет и Бруклинский колледж, прежде чем вернуться на родину, успел поработать на двух низкооплачиваемых должностях на CBS, откуда был уволен за излишнюю агрессивность. После этого карьера Дэвида в сфере развлечений стартовала в агентстве 'William Morris Agency', куда он нанялся агентом, предоставив фальшивый документ об образовании и стажировке на The Danny Kaye Show.
Здесь его целеустремленность и гиперагрессивность были восприняты с открытыми объятьями. Он приходил первым и читал всю поступавшую корреспонденцию, чтобы быть в курсе всех дел. Выбрав департамент музыки (не потому что ей интересовался, но скорее потому, что это сулило быстрейший путь к успеху), Геффен скоро стал Нью-Йоркским контактом для таких групп, как Buffalo Sprinfield. Молодой агент получил свой первый прорыв, когда он отбил молодого композитора по имени Лора Ниро у такого же агента. Дэвид души не чаял в Ниро, тратя чрезмерное количество времени и энергии на талантливую молодую исполнительницу, и когда её композиции начали появляться в репертуаре таких исполнителей, как Фрэнк Синатра, фортуна повернулась к ним обоим лицом.
Проведя переговоры с Клайвом Дэвисом из Columbia, Геффен заполучил три миллиона долларов на сделке по Ниро, стал успешным независимым агентом-миллионером в возрасте 27 лет.
Покинув агентство, он стал персональным менеджером для Лоры Ниро и рок-группы Crosby, Stills and Nash.

### Asylum Records
В начале 1970-х Геффен открыл собственную фирму — Asylum Records, среди его клиентов оказались такие персоны и коллективы, как Eagles, Джони Митчелл, Боб Дилан, Том Уэйтс, Линда Ронстадт.

### Geffen Records
Дэвид заключил сделку с Warner Bros. Records о создании нового лейбла под названием Geffen Records. Warner полностью взяли на себя финансирование деятельности фирмы, а Дэвид Геффен получал 50 % от общего дохода. Огромный успех лейблу на самом старте деятельности принёс контракт с Донной Саммер, именно её альбом «The Wanderer», ставший «золотым», явился в 1980 году первым релизом «Geffen Records». Добавило популярности фирме и присутствие Джона Леннона и Йоко Оно. В течение 1980-х годов «Geffen Records» поработали с такими персонами музыкального мира, как Элтон Джон, Шер, Нил Янг, Питер Гэбриэл, Aerosmith. К концу десятилетия компания работала очень успешно на ниве рок-музыки и особенно продвинулась благодаря успеху таких команд, как Whitesnake и Guns N’ Roses.

### DGC Records
Позже Геффен основал дочерний лейбл DGC Records, который специализировался на прогрессивной музыке и позднее — на альтернативной рок-музыке, представителями которой стали Nirvana, The Nymphs и Sonic Youth.

### Geffen Film/DreamWorks SKG
В 1995 году Дэвид начал работать с Джеффри Катценбергом (Jeffrey Katzenberg) и Стивеном Спилбергом (Steven Spielberg), организовав мультимедиаимперию Dreamworks SKG, интересы которой лежали в сфере кинематографа, телевидения, книг и музыки. Так, влияние Геффена распространилось и на индустрию кино — он стал продюсером нескольких фильмов и сериалов (Интервью с вампиром, Битлджус и неск. др.).
Тем временем «Geffen Records», которая принадлежала компании Universal Music Group, продолжала делать успешный и стабильный бизнес, оставаясь в силе и к 2000-м годам. Поглотив MCA и Dreamworks, компания сильно разрослась.

## Филантропия и политика
Дэвид Геффен за эти годы заработал себе устойчивую репутацию мецената и благотворителя, принимая участие в работе и поддержке искусства и жертвуя для медицинских исследований. В 1995 году он пожертвовал 5 миллионов долларов на UCLA’s Westwood Playhouse. Театр был переименован в Geffen Playhouse.
Известно, что Дэвид активно поддержал Барака Обаму во время президентской гонки.
В 2015 году пожертвовал  100 млн долларов Нью-Йоркской филармонии, после чего её главный зал, носивший ранее название Эвери-Фишер-холл (в честь мецената Эвери Фишера), был переименован в его честь и ныне называется Дэвид-Геффен-холл.

## Награды
В 2004-м Геффен попал в знаменитый список «400 самых богатых американцев» по версии Forbes.

## Личная жизнь
Дэвид Геффен является открытым гомосексуалом. В 2007 году он возглавил список «50 самых влиятельных геев и лесбиянок в Америке» (англ. Most Powerful Gay Men and Women in America) по версии журнала «Out». 
Геффен является известным коллекционером американской живописи.
Брат Дэвида Геффена — адвокат Митчелл (Миша) Геффен (1933—2006).

## Фильмография в качестве продюсера
- Personal Best (1982)
- Little Shop of Horrors (1986)
- Битлджус (1989—1991)
- Интервью с вампиром (1994)